# Michael McGlinchey
Michael McGlinchey (født 7. januar 1987) er en newzealandsk fodboldspiller.

## New Zealands fodboldlandshold
| New Zealands landshold | New Zealands landshold | New Zealands landshold |
| År                     | Kmp                    | Mål                    |
| ---------------------- | ---------------------- | ---------------------- |
| 2009                   | 3                      | 0                      |
| 2010                   | 4                      | 0                      |
| 2011                   | 3                      | 1                      |
| 2012                   | 11                     | 2                      |
| 2013                   | 4                      | 0                      |
| 2014                   | 5                      | 0                      |
| 2015                   |                        |                        |
| Total                  | 30                     | 3                      |